# Sophia Bergdahl
Sophia Bergdahl (* 8. Mai 1979) ist eine ehemalige schwedische Snowboarderin. Sie startete in den Disziplinen Halfpipe und Snowboardcross.

## Werdegang
Bergdahl, die für den Leksands SLK startete, nahm im März 1998 in Morzine erstmals am Snowboard-Weltcup der FIS teil, wobei sie die Plätze 13 und sechs in der Halfpipe errang. Zuvor gewann sie bei den Juniorenweltmeisterschaften 1998 in Chamrousse die Silbermedaille in der Halfpipe. Bei ihren dritten Weltcup erreichte sie in Tandådalen mit Platz drei in der Halfpipe ihre erste Podestplatzierung im Weltcup und zum Saisonende den 22. Platz im Halfpipe-Weltcup sowie den 17. Rang im Snowboardcross-Weltcup. Im selben Jahr wurde sie schwedische Meisterin in der Halfpipe. In der Saison 1998/99 kam sie im Weltcup siebenmal unter die ersten zehn und belegte damit den 11. Platz im Halfpipe-Weltcup, den sechsten Rang im Gesamtweltcup sowie den dritten Platz im Snowboardcross-Weltcup. Dabei errang sie in Whistler den zweiten Platz im Snowboardcross und holte im Snowboardcross am Kreischberg ihren einzigen Weltcupsieg. Beim Saisonhöhepunkt, den Snowboard-Weltmeisterschaften 1999 in Berchtesgaden, wurde sie Neunte in der Halfpipe und Vierte im Snowboardcross. In der folgenden Saison erreichte sie mit zehn Top-Zehn-Platzierungen den 22. Platz im Gesamtweltcup und den zehnten Rang im Halfpipe-Weltcup. Ihren 32. damit letzten Weltcup absolvierte sie im März 2000 in Livigno, welchen sie auf dem achten Platz in der Halfpipe beendete. Im folgenden Monat wurde sie schwedische Meisterin im Snowboardcross.

## Weltcupsiege und Weltcup-Gesamtplatzierungen

### Weltcupsiege
| Nr. | Datum        | Ort         | Disziplin      |
| --- | ------------ | ----------- | -------------- |
| 1.  | 5. März 1999 | Kreischberg | Snowboardcross |

### Weltcup-Gesamtplatzierungen
| Saison    | Gesamt | Gesamt | Halfpipe | Halfpipe | Snowboardcross | Snowboardcross |
| Saison    | Punkte | Platz  | Punkte   | Platz    | Punkte         | Platz          |
| --------- | ------ | ------ | -------- | -------- | -------------- | -------------- |
| 1997/98   | 257    | 34.    | 1200     | 22.      | 320            | 17.            |
| 1998/99   | 942    | 6.     | 1670     | 11.      | 2200           | 3.             |
| 1999/2000 | 438    | 22.    | 3000     | 10.      | 1492           | 14.            |